# دهستان نوشر خشکبیجار
نوشرخشکبیجار، دهستانی است از توابع بخش خشکبیجار شهرستان رشت در استان گیلان ایران.

## جمعیت
بر اساس سرشماری سال ۱۳۸۵جمعیت آن ۱۰۶۰۰نفر (۳۰۳۳خانوار) بوده است. 